# Obligationenrecht (Schweiz)

Ausgabe der Bundeskanzlei

Das Schweizerische Obligationenrecht, kurz OR (französisch Droit des obligations (CO), italienisch Diritto delle obbligazioni (CO), rätoromanisch Dretg d’obligaziuns), ist der fünfte Teil des Schweizerischen Zivilgesetzbuches (ZGB), hat aber eine eigene Artikel-Nummerierung erhalten und ist im Umfang länger als die anderen vier Teile zusammen.

## Hintergründe

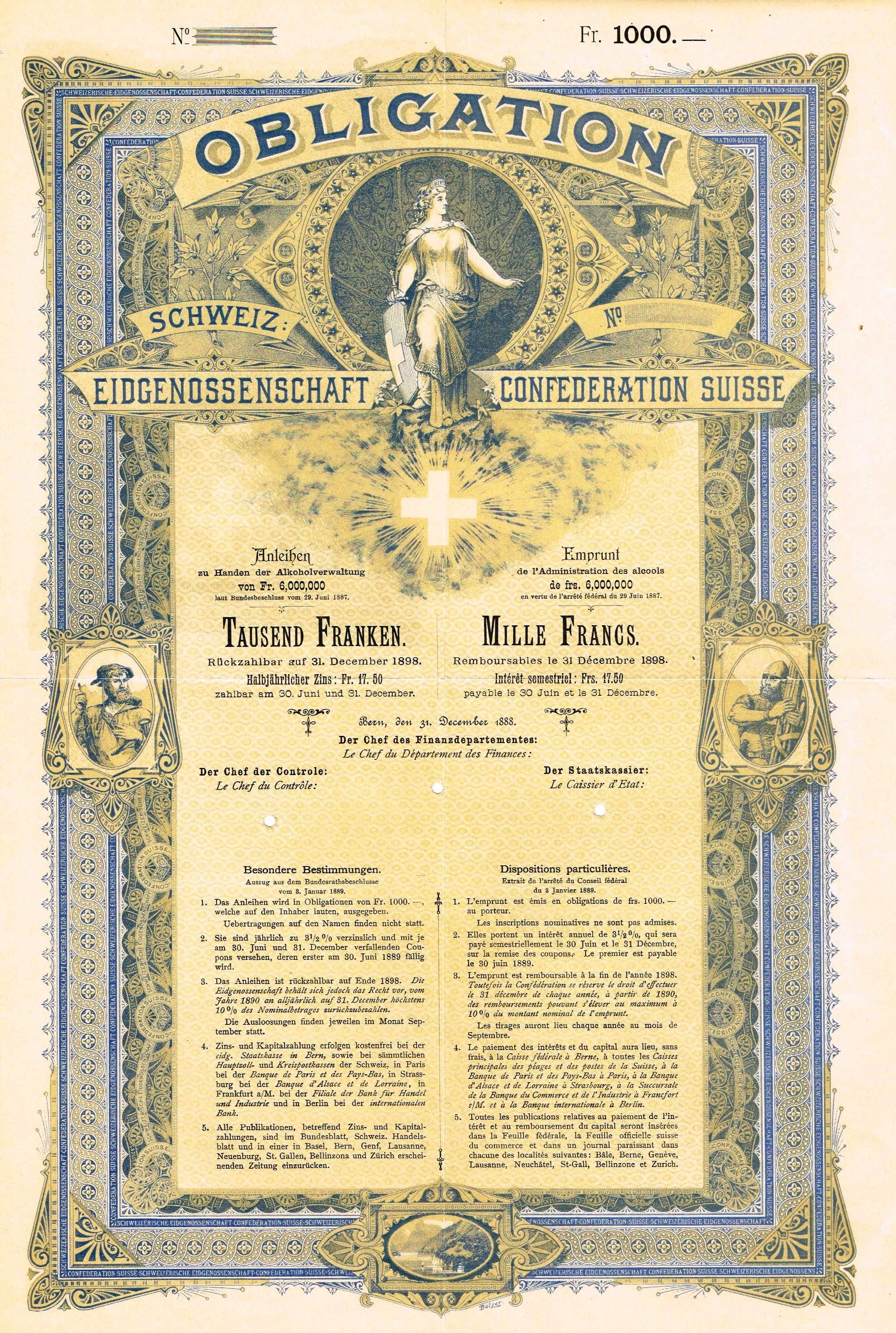
Obligation über 1000 Franken der Schweizerischen Eidgenossenschaft vom 31. Dezember 1888

Das Obligationenrecht (aus lateinisch obligatio ‚Verpflichtung‘) ist das Recht der Schuldverhältnisse. Im deutschen und österreichischen Recht wird dieser Teil des Privatrechts heute als Schuldrecht bezeichnet. Die römischrechtliche Bezeichnung Obligationenrecht wird heute noch im Schweizer Recht verwendet.
Das OR enthält obligationenrechtliche Materialien, die jedoch in Sondergesetzen ihre Ergänzung haben. Es regelt die schuldrechtlichen Beziehungen zwischen Rechtssubjekten und enthält die Rechtsgrundlagen über Austausch von Vermögenswerten, Ausgleich bei Schäden (Art. 41 ff.) und ungerechtfertigte Vermögensverschiebungen (Art. 62 ff.).
Das Obligationenrecht besteht aus einem Allgemeinen und einem Besonderen Teil; der Allgemeine Teil (AT) enthält Bestimmungen, die für sämtliche Obligationen gelten, während der Besondere Teil (BT; Art. 184 ff. OR) einzelne Vertragsverhältnisse besonders regelt, wie etwa Kauf, Tausch, Miete, Leihe, Darlehen, Agenturvertrag, Arbeitsvertrag, Auftrag, Werkvertrag, Anweisung und Bürgschaft. Art. 530 ff. enthalten das Gesellschaftsrecht, wobei auch hier weitere Erlasse (wie beispielsweise die Handelsregisterverordnung) zu beachten sind. An das Gesellschaftsrecht schliesst sich das Wertpapierrecht an.
Genauso wie das ZGB ist das Obligationenrecht dreisprachig verfasst, in den Amtssprachen Deutsch, Französisch und Italienisch. Alle Versionen sind gleichermassen verbindlich.

## Inhalt

### Erste Abteilung: Allgemeine Bestimmungen

#### Erster Titel: Die Entstehung der Obligationen
In den ersten Artikeln werden allgemeine Bestimmungen zum Wesen der Obligationen und zu ihrem Entstehen aufgeführt. Im Sinne des Gesetzes ist eine Obligation ein Schuldverhältnis. Die meisten Obligationen entstehen aus einem Rechtsgeschäft und die mit Abstand bedeutendste Obligation ist der Vertrag. Zum Abschluss des Vertrages ist die gegenseitige, übereinstimmende Willensäusserung beider Parteien erforderlich. Die Willensäusserung kann ausdrücklich oder stillschweigend und grundsätzlich in einer beliebigen Form erfolgen.
Das Gesetz regelt, dass Angebote, sowohl im Umfang als auch im Preis, während der gesamten Angebotsfrist verbindlich sind. Ist eine Schaufensterauslage mit Preisschildern versehen, kann also der Kunde davon ausgehen, dass er die Ware auch zum angegebenen Preis bekommt – vorbehalten eines wesentlichen Irrtums, siehe unten.
Art. 11 ff. regelt die Form der Verträge. Diese ist im Allgemeinen frei, d. h. eine mündliche oder auch stillschweigende Abmachung ist hinreichend. Eine besondere Form ist für die Gültigkeit von Verträgen nur dann notwendig, wenn das Gesetz dieses explizit erfordert. Auch sind grundsätzlich alle Arten von Verträgen zulässig, davon ausgenommen sind allerdings solche, deren Inhalt widerrechtlich ist, anfänglich objektiv unmöglich ist oder gegen die guten Sitten verstösst.
Ab Art. 23 folgen mögliche Willensmängel des Vertragsabschlusses, namentlich Irrtum, absichtliche Täuschung und Furchterregung.
Die Art. 40a–40f regeln den besonderen Fall des Haustürgeschäftes, in denen der Kunde ein Widerrufsrecht geltend machen kann, was ihm bei normalen Kaufverträgen nicht zusteht.
Es gibt grundsätzlich drei Arten, wie Obligationen zustande kommen können: durch einen Vertrag, durch eine unerlaubte Handlung und durch ungerechtfertigte Bereicherung. Bei der Entstehung durch unerlaubte Handlung sieht das Gesetz vor, dass jemand schadenersatzpflichtig wird, wenn er eine andere Person durch eine widerrechtliche Handlung – beispielsweise eine Sachbeschädigung oder einen Diebstahl – schädigt. Er muss also den Schaden, der jemandem dadurch entsteht, ersetzen. Zu unterscheiden ist dies von der aus der gleichen Handlung möglicherweise folgenden strafrechtlichen Verfolgung, die zu einer Busse oder zu Gefängnis führen kann. Zivilrechtlich ist es unerheblich, ob der Schaden fahrlässig oder absichtlich beigefügt wurde. Allerdings besteht nur ein Anspruch auf Ersatz des finanziellen Schadens. Weitergehende Ansprüche, wie Schmerzensgeld, sind nur in sehr speziellen Fällen vorgesehen.
Eine ungerechtfertigte Bereicherung ist eine Vermögensverschiebung ohne Rechtsgrundlage. Für gewöhnlich hat der Bereicherte dem Entreicherten die Bereicherung zurückzuerstatten. Üblicherweise handelt es sich um Versehen, wie eine versehentliche Überweisung.
Nicht schadenersatzpflichtig ist lediglich, wer ein Handeln aus Notwehr oder Notstand geltend machen kann. Insbesondere ist der vorübergehende Verlust der Urteilsfähigkeit, beispielsweise durch Trunkenheit, kein Grund, nicht schadenersatzpflichtig zu sein. Eine zivilrechtliche Forderung ist unabhängig von einem strafrechtlichen Urteil in der gleichen Sache. Der Zivilrichter und der Strafrichter können betreffend Schuld und Haftbarkeit auch zu unterschiedlichen Ansichten gelangen.
Ebenfalls zu den Obligationen aus unerlaubter Handlung werden die drei folgenden Formen der Kausalhaftung gezählt:
- Geschäftsherrenhaftung (Art. 55)
- Tierhalterhaftung (Art. 56)
- Werkeigentümerhaftung (Art. 58)

Die Eigenheit der Kausalhaftung besteht darin, dass den Haftenden kein direktes Verschulden trifft. Konkret haftet der Geschäftsherr (≈Unternehmer) für den bei der Arbeit Dritten zugefügten Schaden; der Tierhalter für durch sein Tier verursachte Schäden und der Werkeigentümer für Schäden, welche auf Mängel am Werk (≈Gebäude) zurückzuführen sind. Als Beispiel kann genannt werden, dass der Werkeigentümer für den Schaden haftet, wenn ein Passant durch einen nicht fachgerecht befestigten Dachziegel verletzt wird. Bei der Geschäftsherrenhaftung und der Tierhalterhaftung ist allerdings zu sagen, dass es sich um eine sogenannt milde Kausalhaftung handelt. Dies ist darauf zurückzuführen, dass dem Haftenden die Möglichkeit gegeben wird zu beweisen, dass der Schaden trotz Anwenden aller Sorgfalt eingetreten ist oder auch eingetreten wäre, wenn alle Sorgfalt angewendet worden wäre. Dem Haftenden steht somit also ein «Schlupfloch zur Verfügung», was beispielsweise die Werkseigentümerhaftung nicht gewährt.

#### Zweiter Titel: Die Wirkung der Obligationen
Der nächste Abschnitt definiert, wie eine Obligation ordnungsgemäss erfüllt wird. Zunächst wird bestimmt, dass es im Allgemeinen nicht notwendig ist, die Leistung persönlich zu erbringen, es sei denn, solches sei vereinbart. Ausgenommen Geldschulden, die am Wohnsitz des Gläubigers zu begleichen sind, gilt ohne spezielle Abmachung (z. B. «Lieferung frei Haus»), dass der Lieferant an seinem Wohn- bzw. Geschäftssitz die Ware bereitstellen muss.
Ist nichts Besonderes abgemacht, ist die Bezahlung bzw. Lieferung sofort fällig. Die Erfüllung kann aber auf einen beliebigen Termin festgelegt werden, Sonntage oder Feiertage werden im Allgemeinen jedoch nicht mitgerechnet, sondern es wird erwartet, dass der Vertrag während der Geschäftszeiten erfüllt wird. Eine vorzeitige Erfüllung des Vertrages ist möglich, sofern nicht aus der Art des Vertrages ersichtlich ist, dass dies nicht gewünscht oder nicht sinnvoll wäre.
In der Schweiz sollen Schulden, so nichts anderes vereinbart, in Landesmünze, also in Schweizer Franken bezahlt werden. Wer eine Schuld begleicht, hat Anrecht auf eine schriftliche Quittung.
Artikel 91 ff. und im Speziellen auch 97 ff. befassen sich mit den Folgen der Nichterfüllung einer vertraglichen Abmachung, sowohl aus Sicht des Gläubigers (ungerechtfertigte Verweigerung der angebotenen Leistung) als auch des Schuldners (Waren werden nicht geliefert, die vereinbarte Arbeitsleistung nicht erbracht, Geldschuld nicht beglichen). In jedem Fall wird derjenige, der sich nicht an die Abmachung halten will oder kann, gegenüber dem Vertragspartner schadenersatzpflichtig. Er muss also die dem anderen entgangenen Einnahmen vollumfänglich ersetzen. Der Gläubiger darf, nachdem eine angemessene Frist für Nacherfüllung auch nicht eingehalten wurde, einem Dritten denselben Auftrag erteilen, und der Fehlbare muss die Mehrkosten übernehmen.
Die letzten Bestimmungen des zweiten Titels befassen sich mit dem Eintritt eines Dritten, den Vertrag zu Lasten eines Dritten und den Vertrag zugunsten eines Dritten. Bei zweiterem ist zu sagen, dass die Bezeichnung von der Lehre als irreführend betrachtet und der Begriff Versicherungsvertrag als geeigneter betrachtet wird.

#### Dritter Titel: Das Erlöschen der Obligationen
Dieser Titel behandelt das Erlöschen der Obligationen, wobei der Schwerpunkt auf den Sonderfällen liegt. Im Normalfall erlischt eine Obligation durch Erfüllen der einzelnen Forderungen. Daneben sind aber auch weitere Möglichkeiten denkbar. Insbesondere kann eine Obligation durch gegenseitige Übereinkunft erlöschen (Art. 115). Ebenfalls erlischt die Obligation, wenn die Erfüllung nachträglich und ohne Verschulden des Schuldners unmöglich wird (Art. 119). Bei Gleichartigkeit ist zudem eine Verrechnung entgegenstehender Forderungen möglich (Art. 120 ff.). In Art. 127 ff. ist zudem noch die Verjährung der Forderungen geregelt. Hierbei verjähren allerdings lediglich die Forderungen und sind entsprechend nicht mehr gerichtlich durchsetzbar; die Obligation an sich erlischt jedoch nicht. Die Verjährungsfrist für Forderungen beträgt mit Ausnahmen zehn Jahre.

#### Vierter Titel: Besondere Verhältnisse bei Obligationen
Der vierte Titel regelt besondere Verhältnisse wie die Solidarschuld und die Konventionalstrafe. Bei ersterer geht es um Forderungen, welche von einer Gruppe von Personen solidarisch zu erfüllen sind. Dies bedeutet, dass jeder für die gesamte Forderung einzustehen hat. Bei der Konventionalstrafe handelt es sich um ein Instrument zur Erzwingung der Vertragstreue, welches im vornherein bei gegenseitiger Übereinstimmung vereinbart werden kann. Sollte eine Seite vom Vertrag abweichen, hat sie eine vereinbarte Summe (Konventionalstrafe) unabhängig von einer juristischen Schadenersatzpflicht zu leisten.

#### Fünfter Titel: Die Abtretung von Forderungen und die Schuldübernahme
Der fünfte Titel befasst sich mit der Abtretung von Forderungen (Zession) und der Schuldübernahme durch Dritte.

### Zweite Abteilung: Die einzelnen Vertragsverhältnisse
Die zweite Abteilung behandelt einige wichtige Spezialfälle von Verträgen.

#### Sechster Titel: Kauf und Tausch
Art. 184 ff. behandeln den speziellen Fall des Kaufvertrages. Darin wird unter anderem geregelt, dass die Lieferkosten, so nichts anderes vereinbart, zu Lasten des Käufers gehen. Ein wesentlicher Teil dieser Artikel befasst sich hingegen mit den Gewährleistungsansprüchen des Kunden. Die im Volksmund oft fälschlich als Garantie bezeichnete Gewährleistung regelt die Rechte des Kunden im Falle von Mängeln an der Kaufsache. Der Verkäufer haftet für solche Mängel, unabhängig davon, ob er sie gekannt hat. Der Verkäufer haftet dabei sowohl für rechtliche wie auch für körperliche Mängel. Eine Wegbedingung dieser Gewährleistung ist zwar möglich, darf jedoch nicht böswillig erfolgen, also wenn der Verkäufer den Mangel gekannt hat. Um einen Anspruch geltend machen zu können, muss der Käufer die Ware bei Empfang prüfen und die festgestellten Mängel sofort rügen. Verletzt der Käufer diese Obliegenheiten, so verwirkt er seine Gewährleistungsansprüche. Eine Ausnahme besteht hingegen für sogenannt versteckte Mängel, welche auch bei sorgfältiger Prüfung nicht erkannt werden können. Diese müssen nach Entdeckung sofort gerügt werden (sogenannte relative Verjährung), wobei zwei Jahre nach Kauf alle Ansprüche verjährt sind (absolute Verjährung). Ausgenommen hiervon sind lediglich Fälle der absichtlichen Täuschung bezüglich vom Verkäufer gekannter Mängel. Aufgrund der Nichtmitgliedschaft in der EU sind die deutlich längeren Verjährungsfristen nach EU-Recht in der Schweiz nicht anwendbar.
Der Käufer kann vom Verkäufer entweder die Wandelung (Rückgabe des Kaufpreises und Rückgabe der Ware) oder die Minderung (Reduktion des Kaufpreises) verlangen. Rechtfertigt ein nur leichter Minderwert eine Rückabwicklung des Vertrages nicht, so steht dem Käufer lediglich die Minderung zu. Ist der Kaufgegenstand ersetzbar (Gattungsware), kann der Käufer auch eine Ersatzlieferung fordern. Ohne entsprechende vertragliche Abmachung muss der Käufer ein Angebot auf Reparatur der Kaufsache nicht akzeptieren; übliche Garantieverträge beim Kauf, besonders elektronischer Geräte, die eine Reparatur vorsehen, sind für den Käufer daher im Allgemeinen schlechter als die gesetzliche Regelung, besonders da die Reparatur wesentliche Zeit in Anspruch nehmen kann und der Mangel dadurch nicht zwingend behoben wird.
Eine spezielle Art des Kaufvertrages ist der Erwerb von Grundstücken. Hier ist insbesondere wesentlich, dass der Vertrag öffentlich beurkundet werden muss, was die strengste Formvorschrift für Verträge darstellt. Die Beurkundungspflicht gilt auch für Vorverträge, sofern ein Preis abgemacht wird. Bleibt der Preis hingegen offen, so ist einfache Schriftlichkeit für den Vorvertrag ausreichend. Nicht der gesetzlichen Form entsprechende Verträge sind grundsätzlich nichtig (Art. 11). Ein weiterer Unterschied zum Fahrniskauf betrifft die Verjährung, da die absolute Verjährungsfrist nicht ein, sondern fünf Jahre beträgt.

#### Siebenter Titel: Die Schenkung
Art. 239 definiert die Schenkung als eine freiwillige Zuwendung ohne Gegenleistung unter Lebenden, explizit nicht dazu gehört damit die Erbschaft. Um eine Schenkung tätigen zu können, muss der Verschenkende handlungsfähig, also insbesondere nicht bevormundet oder unmündig sein, es sei denn, die verantwortliche Person stimmt der Schenkung zu. Ein Schenkungsversprechen ist nur gültig, sofern es schriftlich verfasst wurde (Art. 243).

#### Achter Titel: Die Miete
Die grosse Bedeutung der Miete im Verhältnis zum Wohneigentum einerseits und die grosse Bedeutung einer Wohnung für die betroffene(n) Person(en) andererseits, haben den Gesetzgeber veranlasst, die üblicherweise schwächere Partei, den Mieter, durch detaillierte Regelungen vor Repressalien und Wucher zu schützen. Allerdings sind nicht alle jener Normen, die den Mieter schützen, auf alle Arten von Räumlichkeiten anzuwenden. Insbesondere die Vermietung von temporären Ferienwohnungen, grossen Einfamilienhäusern, Luxuswohnungen und Geschäftsräumlichkeiten unterliegen teilweise weniger strengen Regelungen (Art. 253a – 253b).
Beispielsweise darf der Vermieter auch bei Zahlungsrückstand eine Wohnung nicht fristlos kündigen. Umgekehrt darf der Mieter seinen Mietzins hinterlegen (also auf ein Sperrkonto einzahlen statt auf das Konto des Vermieters), wenn etwa der Vermieter seinen vertraglichen Pflichten zum Unterhalt der Mietsache nicht nachkommt.

#### Achter Titel: Die Pacht
Die Pacht ist ein der Miete sehr ähnliches Vertragsverhältnis. Der erste zentrale Unterschied betrifft das Objekt, worüber ein Vertrag abgeschlossen werden kann: Eine Miete kann lediglich über physische Sachen geschlossen werden, eine Pacht hingegen auch über Rechte. Der logische Schluss daraus wäre, dass auch Lizenzverträge den Bestimmungen der Pacht unterworfen wären. Früher wurde dies vom Bundesgericht auch so gehandhabt, mittlerweile vertritt das Bundesgericht jedoch den Standpunkt, dass es sich beim Lizenzvertrag um einen Innominatvertrag handelt. Zumindest teilweise sind die Bestimmungen der Pacht jedoch nach wie vor auf den Lizenzvertrag anzuwenden.
Der zweite wesentliche Unterschied betrifft die Nutzung der Sache, worüber der Vertrag geschlossen wurde. Bei der Miete ist der Mieter lediglich berechtigt, die Sache zu nutzen, während bei der Pacht der Pächter auch befugt ist, Nutzen aus der Sache zu ziehen. Das Gesetz spricht in diesem Zusammenhang vom Ziehen von Früchten und Erträgnissen (auch zivile Früchte genannt). In der Praxis kann die Abgrenzung von Miete und Pacht Schwierigkeiten bereiten. Beispielsweise wird über ein voll möbliertes und ausgestattetes Büro ein Pachtvertrag abgeschlossen, während über dieselben Räumlichkeiten ein Mietvertrag zu schliessen ist, wenn sie vollkommen leer sind. Als weiteres Beispiel kann der Fussballplatz genannt werden, über den ebenfalls ein Mietvertrag zu schliessen ist, da das Geld mit dem gebotenen Fussballspiel verdient wird und nicht mit dem Platz selbst. Relevant für die Unterscheidung Miete und Pacht ist also nicht ob aus der Sache ein wirtschaftliches Ziel verfolgt wird, sondern ob direkt aus der Sache ein Nutzen gezogen werden kann, oder ob sie lediglich dazu dienen kann, einen Erfolg zu generieren.
Klassische Beispiele für die Pacht sind insbesondere die voll eingerichtete Gaststätte sowie der landwirtschaftliche Betrieb. Für letztere sind neben den Bestimmungen des OR auch jene des Bundesgesetzes über die Landwirtschaftliche Pacht (Landwirtschaftliches Pachtgesetz, LPG) zu beachten, welche deutlich ausführlicher sind. Wird lediglich Vieh verpachtet, bezeichnet man diesen Vertrag als Viehverstellung (Art. 302 bis 304 OR).

#### Neunter Titel: Die Leihe
Bei der Leihe handelt es sich um ein zweiseitiges Rechtsgeschäft – der Entlehner muss die Leihe akzeptieren, damit sie zustande kommt – und einen zweiseitigen Vertrag – der Entlehner ist verpflichtet die Sache einwandfrei zurückzugeben. Das charakteristische Element der Leihe ist die Unentgeltlichkeit. Die Dauer kann entweder vertraglich bestimmt sein; andernfalls endet die Leihe, sobald der Verleiher die Sache zurückfordert. Dem Entlehner ist es untersagt, die Sache weiter zu verleihen. Verstösst er gegen diese Bestimmung, so haftet er auch für Schäden, die durch Zufall oder höhere Gewalt entstehen, es sei denn, er kann beweisen, dass der Schaden auch bei vertragsgemässem Gebrauch eingetreten wäre (Exkulpation). Da die Leihe rechtlich eine unentgeltliche Miete ist, ist es weiters nicht möglich eine Leihe über Sachen zu schliessen, die der Pacht vorbehalten sind. Soll eine unentgeltliche Pacht abgeschlossen werden, so sieht das Gesetz kein entsprechendes Institut vor und es muss ein Innominatvertrag abgeschlossen werden, für welchen allerdings weitgehend die Bestimmungen der Pacht gelten. Alternativ kann ein Pachtvertrag mit einem nur symbolischen Pachtzins vereinbart werden.
Als Sonderfall der Leihe behandelt das Gesetz das Darlehen. Im Gegensatz zur landläufigen Meinung handelt es sich beim Darlehen nicht ausschliesslich um das Leihen von Geld, sondern umfasst alle Gebrauchsüberlassungsverträge über Gattungsware. Als Beispiel kann neben den üblichen Darlehen über Geld beispielsweise folgendes genannt werden: A leiht bei seinem Nachbarn B fünf Eier und gibt ihm dieselbe Anzahl Eier zwei Tage später zurück. Im Gegensatz zu allen anderen Gebrauchsüberlassungsverträgen – Miete, Pacht und Leihe – kann das Darlehen sowohl unentgeltlich als auch gegen Zinsen sein. Das Gesetz geht grundsätzlich davon aus, dass die Leihe unentgeltlich ist. Vorbehalten bleiben vertragliche Abmachungen sowie der kaufmännische Verkehr. Eine weitere Eigenheit des Darlehens ist, dass die Sache dem Entlehner zu Eigentum übertragen wird. Konkret hat dies zur Folge, dass der Entlehner nicht dieselben Banknoten oder Eier, sondern lediglich Ware derselben Gattung sowie gleicher Qualität und Menge zurückzugeben hat.

#### Zehnter Titel: Der Arbeitsvertrag
Dieser Abschnitt ist einer der Umfangreichsten des Obligationenrechts. Er behandelt die gesetzlichen Grundlagen des Arbeitsvertrages, also des Verhältnisses zwischen Arbeitnehmern, die Arbeit anbieten, und Arbeitgebern, die diese für ein Arbeitsentgelt nachfragen. Zunächst wird der Einzelarbeitsvertrag – also der Arbeitsvertrag mit einer einzelnen natürlichen Person – behandelt, weiter folgen aber auch Abschnitte, die den erlaubten Inhalt von Gesamtarbeitsverträgen oder Normalarbeitsverträgen einschränken. Im Arbeitsrecht sind viele Bestimmungen nicht dispositiv, sondern entweder zwingend oder zumindest teilweise zwingend. Dies bedeutet, dass davon nur zu Gunsten der Arbeitnehmer abgewichen werden darf.

#### Elfter Titel: Der Werkvertrag
Durch den Werkvertrag verpflichtet sich der Unternehmer zur Herstellung eines Werkes und der Besteller zur Leistung einer Vergütung. (Art. 363) Der Werkvertrag kommt dann zum Zug, wenn jemand ein konkretes Werkstück, sei das ein Bauteil einer Maschine oder ein Haus, bei einem Unternehmer (natürliche oder – häufiger – juristische Person) in Auftrag gibt. Der Unternehmer haftet für die korrekte und rechtzeitige Ausführung des Werkes und muss, ohne anderweitige Abmachung, Rohmaterialien und Werkzeuge selber beschaffen. Stellt der Auftraggeber Materialien oder Baugrund zur Verfügung, muss der Unternehmer den Auftraggeber sofort darüber unterrichten, wenn dieser für die vorgesehene Arbeit Mängel aufweist. (Art. 364-366)
Bei der Abnahme des Werkes muss es der Besteller auf eventuelle Mängel prüfen oder prüfen lassen. Er darf dafür auch einen Experten beiziehen. Der Unternehmer hat hier Gegenrecht und darf nötigenfalls durch einen eigenen Experten einen Befund aufstellen lassen. Für (schlimmstenfalls richterlich) festgestellte Mängel haftet der Unternehmer. Er muss die Fehler auf eigene Kosten beheben oder Schadenersatz bezahlen. Ausser bei Immobilien, die der Unternehmer auf dem Grunde des Auftraggebers erstellt hat, kann der Besteller bei wesentlichen Mängeln auch vom Vertrag zurücktreten und Schadenersatz fordern.
Der Unternehmer hat das Werk zum vorher vereinbarten Betrag zu liefern, unabhängig von seinem tatsächlichen Aufwand. Eine nachträgliche Preiserhöhung ist nur möglich, falls die Umstände, die zur Erhöhung des Aufwandes des Unternehmers geführt haben, nicht vorhersehbar waren.

#### Zwölfter Titel: Der Verlagsvertrag
Durch den Verlagsvertrag verpflichten sich der Urheber eines literarischen oder künstlerischen Werkes oder seine Rechtsnachfolger (Verlaggeber), das Werk einem Verleger zum Zwecke der Herausgabe zu überlassen, der Verleger dagegen, das Werk zu vervielfältigen und in Vertrieb zu setzen. (Art. 380) Der Verleger übernimmt vom Urheber die für den Auftrag notwendigen Urheberrechte. Wird der Vertrag mit dem Rechtsnachfolger des Urhebers geschlossen (typischerweise dessen Erben), muss dieser belegen, dass er die fraglichen Urheberrechte besitzt. (Art. 381)
Der Verlaggeber darf über dasselbe Werk nicht gleichzeitig mit mehreren Verlegern Verträge eingehen, und zwar bis zu dem Zeitpunkt, da die Veröffentlichung des ersten Verlegers vergriffen ist und keine weiteren Auflagen abgemacht wurden. Ausgenommen davon sind kleine Ausschnitte aus dem Werk, etwa in Zeitungen oder Zeitschriften. (Art. 382)
Der Verleger darf nur so viele Auflagen drucken lassen, wie vereinbart wurde. Darf er beliebig viele Auflagen herstellen, kann der Verlaggeber darauf bestehen, dass er nachdrucken lässt, wenn eine Auflage vergriffen ist. Andernfalls darf der Verlaggeber den Verlag wechseln. (Art. 383) Beabsichtigt der Verleger die Herausgabe einer neuen Auflage, muss er den Urheber darüber unterrichten und ihm ermöglichen, Verbesserungen oder Ergänzungen einzubringen. (Art. 385)
Der Verleger darf das Werk ohne entsprechende Abmachung weder ergänzen, verkürzen noch sonst wie verändern. (Art. 384) Er muss dem Verlaggeber das vereinbarte Honorar bezahlen. (Art. 388)

#### Dreizehnter Titel: Der Auftrag
Der Auftrag ist im schweizerischen Obligationenrecht ein Vertragsverhältnis, bei dem sich der Auftragnehmer verpflichtet entgeltlich oder unentgeltlich eine Tätigkeit für den Auftraggeber auszuführen, wobei ein Vertrauensverhältnis zwischen den beiden Vertragsparteien besteht. Beispiele sind insbesondere Verträge mit Ärzten und Anwälten. Das Obligationenrecht unterscheidet dabei neben dem einfachen Auftrag vier weitere, spezielle Auftragsverhältnisse, für welche subsidiär die Bestimmungen des einfachen Auftrags zur Anwendung kommt.

#### Vierzehnter Titel: Die Geschäftsführung ohne Auftrag
Dieser Abschnitt behandelt den Fall, wenn jemand im Namen eines anderen ein Geschäft führt und Verantwortlichkeiten eingeht, ohne explizit dafür beauftragt zu sein. Diese Regeln sind etwa dann anzuwenden, wenn jemand ohne explizite Regelung eine Stellvertretung übernimmt, wenn der Geschäftsführer unerwartet seine Aufgabe nicht wahrnehmen kann. Der vertretende Geschäftsführer muss das Geschäft so führen, wie es gemäss seinem Wissen vom richtigen Geschäftsführer getan worden wäre. Er haftet für jede Fahrlässigkeit, sofern er nicht beweist, dass der Schaden auch ohne sein Zutun eingetroffen wäre oder dass er versucht hat, weitergehenden Schaden zu verhindern. Der Geschäftsführer hat Anspruch auf Ersetzung der Kosten, die er in gutem Glauben für das Geschäft tätigte, auch wenn seine Geschäftsführung nicht den gewünschten Erfolg brachte. (Art. 419ff)

#### Fünfzehnter Titel: Die Kommission
Die Kommission ist ein Auftrag zum Vertrieb von beweglichen Sachen oder Wertpapieren. Die entsprechenden Vorschriften spezifizieren einige Regeln für diesen speziellen Auftrag. Namentlich werden die Vorschriften über den Auftrag mit denen des Kaufvertrages kombiniert, etwa das Recht des Kommissärs, verderbliche Ware so gut als möglich sofort zu verkaufen, falls dies nötig ist oder die Pflicht, schadhafte Ware zu melden. (Art. 425ff)

#### Sechzehnter Titel: Der Frachtvertrag
«Frachtführer» ist im OR der Begriff für jemanden, der gegen Lohn den Transport von Waren übernimmt. Der Frachtvertrag ist ein Vertrag, nachdem eine bestimmte Menge eines Gutes an ein bestimmtes Ziel geschickt werden soll. Die Regeln zum Frachtvertrag unterliegen im Allgemeinen jenen des Auftrags. (Art. 440)
Wer etwas versenden will, muss dem Frachtführer die Adresse des Empfängers, den Inhalt und das Gewicht des oder der Pakete, die Art der Verpackung und, falls bedeutend, auch den Wert der Lieferung mitteilen. Er soll auch die gewünschte Lieferzeit und den gewünschten Transportweg (Transportmittel) bestimmen. Wer bewusst oder fahrlässig wesentliche Punkte davon verschweigt, haftet selber für daraus entstandenen Schäden. (Art. 441) Auch für Schäden aus mangelhafter oder nicht angemessener Verpackung haftet der Auftraggeber, es sei denn, der Versandsache wäre schon äusserlich anzusehen, dass die Verpackung mangelhaft ist. (Art. 442)
Ist das Frachtgut nicht zustellbar, muss der Frachtführer darüber den Absender informieren. Gibt dieser keine Anweisung über die Verwendung der Ware, kann der Frachtführer die Ware veräussern lassen. (Art. 444)
Während des Transports haftet der Frachtführer für Verlust oder Beschädigung der Ware und auch für verspätete Ablieferung. Transportschäden, auch äusserlich nicht sichtbare, muss der Empfänger spätestens innerhalb von acht Tagen dem Frachtführer melden.

#### Siebzehnter Titel: Die Prokura und andere Handlungsvollmachten
Die Prokura ist eine Handlungsvollmacht, im Namen des Geschäftsführers ein Geschäft zu führen und in seinem Namen Verträge abschliessen und Verbindlichkeiten eingehen zu können. Der Name des Prokuristen muss im Handelsregister eingetragen werden (Art. 458). Ein Handlungsbevollmächtigter ist im Gegensatz dazu jemand, der nur in einem beschränkten Rahmen die Geschäfte des Geschäftsführers übernimmt, zum Beispiel als Abteilungsleiter.
Die Prokura kann als Kollektiv-Prokura ausgelegt sein, das heisst mehrere Personen können nur durch gemeinsame Unterschrift im Namen des Geschäftsherrn tätig werden (Art. 460). Die Prokura oder Handlungsvollmacht endet nicht mit dem Tod des Geschäftsherrn, kann aber jederzeit widerrufen werden.

#### Achtzehnter Titel: Die Anweisung
Die Anweisung ist eine Ermächtigung einem dritten Geld, Wertpapiere oder ähnliche Sachen zu überbringen (Art. 466). Durch die Modernisierung des Zahlungswesens wurde diese Art, eine Verbindlichkeit zu erfüllen, schon in der ersten Hälfte des 20. Jahrhunderts fast bedeutungslos. Durch den elektronischen Zahlungsverkehr ist sie praktisch überflüssig geworden.

#### Neunzehnter Titel: Der Hinterlegungsvertrag
Hierbei handelt es sich um einen Sicherungsvertrag, mit dem sich eine Partei verpflichtet, eine bewegliche Sache sicher aufzubewahren. Der Vertrag kann sowohl unentgeltlich als auch entgeltlich sein. Für das kommerzielle Lagergeschäft und Gastwirte bestehen Sonderregeln.

#### Zwanzigster Titel: Die Bürgschaft
Durch den Bürgschaftsvertrag verpflichtet sich der Bürge, für die Schulden des Schuldners bei einem dritten einzustehen und diese zu begleichen, falls der Schuldner selber nicht für die Schuld aufkommt. Eine Bürgschaftsurkunde muss schriftlich abgefasst sein und im Allgemeinen sogar öffentlich beurkundet, es sei denn, der Haftungsbetrag unterschreite 2000 Franken oder der Gläubiger sei der Staat oder der Bund.

#### Einundzwanzigster Titel: Spiel und Wette
Dieser Abschnitt enthält Weisungen für Glücksspiel und Wette. Grundsätzlich entstehen aus Spiel und Wette in der Schweiz keine Forderungen, sie sind also weder einklagbar noch betreibbar (Art. 513ff.). Auch aus Schuldverschreibungen, die offensichtlich zum Zwecke des Spiels abgeschlossen wurden, entsteht keine Obligation. Lotteriegewinne sind nur dann einforderbar, wenn die entsprechende Lotterie von der zuständigen Behörde bewilligt wurde. Erst durch das im Jahr 2000 verabschiedete Spielbankengesetz wurden Spielcasinos in der Schweiz wieder legal. Forderungen von (und gegenüber) bewilligten Spielbanken sind einklagbar.

#### Zweiundzwanzigster Titel: Der Leibrentenvertrag und die Verpfründung
Eine Leibrente ist eine Rente, also eine wiederkehrende Zahlung an einen Schuldner, die üblicherweise auf Lebenszeit abgeschlossen wird. Der Schuldner verpflichtet sich, dem Rentengläubiger zeitlebens eine normalerweise halbjährige Zahlung zukommen zu lassen.

## Inhaltsverzeichnis
Die einzelnen Abschnitte werden nicht aufgeführt, dazu siehe OR.
- Erste Abteilung: Allgemeine Bestimmungen
  - Erster Titel: Die Entstehung der Obligationen (Art. 1–67 OR)
  - Zweiter Titel: Die Wirkung der Obligationen (Art. 68–113 OR)
  - Dritter Titel: Das Erlöschen der Obligationen (Art. 114–142 OR)
  - Vierter Titel: Besondere Verhältnisse bei Obligationen (Art. 143–163 OR)
  - Fünfter Titel: Die Abtretung von Forderungen und die Schuldübernahme (Art. 164–183 OR)
- Zweite Abteilung: Die einzelnen Vertragsverhältnisse
  - Sechster Titel: Kauf und Tausch (Art. 184–238 OR)
  - Siebter Titel: Die Schenkung (Art. 239–252 OR)
  - Achter Titel: Die Miete (Art. 253–274g OR)
  - Achter Titelbis : Die Pacht (Art. 275–304 OR)
  - Neunter Titel: Die Leihe (Art. 305–318 OR)
  - Zehnter Titel: Der Arbeitsvertrag (Art. 319–362 OR)
  - Elfter Titel: Der Werkvertrag (Art. 363–379 OR)
  - Zwölfter Titel: Der Verlagsvertrag (Art. 380–393 OR)
  - Dreizehnter Titel: Der Auftrag (Art. 394–418v OR)
  - Vierzehnter Titel: Die Geschäftsführung ohne Auftrag (Art. 419–424 OR)
  - Fünfzehnter Titel: Die Kommission (Art. 425–439 OR)
  - Sechzehnter Titel: Der Frachtvertrag (Art. 440–457 OR)
  - Siebzehnter Titel: Die Prokura und andere Handlungsvollmachten (Art. 458–465 OR)
  - Achtzehnter Titel: Die Anweisung (Art. 466–471 OR)
  - Neunzehnter Titel: Der Hinterlegungsvertrag (Art. 472–491 OR)
  - Zwanzigster Titel: Die Bürgschaft (Art. 492–512 OR)
  - Einundzwanzigster Titel: Spiel und Wette (Art. 513–515a OR)
  - Zweiundzwanzigster Titel: Der Leibrentenvertrag und die Verpfründung (Art. 516–529 OR)
  - Dreiundzwanzigster Titel: Die einfache Gesellschaft (Art. 530–551 OR)
- Dritte Abteilung: Die Handelsgesellschaften und die Genossenschaft
  - Vierundzwanzigster Titel: Die Kollektivgesellschaft (Art. 552–593 OR)
  - Fünfundzwanzigster Titel: Die Kommanditgesellschaft (Art. 594–619 OR)
  - Sechsundzwanzigster Titel: Die Aktiengesellschaft (Art. 620–763 OR)
  - Siebenundzwanzigster Titel: Die Kommanditaktiengesellschaft (Art. 764–771 OR)
  - Achtundzwanzigster Titel: Die Gesellschaft mit beschränkter Haftung (Art. 772–827 OR)
  - Neunundzwanzigster Titel: Die Genossenschaft (Art. 828–926 OR)
- Vierte Abteilung: Handelsregister, Geschäftsfirmen und kaufmännische Buchführung
  - Dreissigster Titel: Das Handelsregister (Art. 927–943 OR)
  - Einunddreissigster Titel: Die Geschäftsfirmen (Art. 944–956 OR)
  - Zweiunddreissigster Titel: Die kaufmännische Buchführung (Art. 957–964 OR)
- Fünfte Abteilung: Die Wertpapiere
  - Dreiunddreissigster Titel: Die Namens-, Inhaber- und Ordrepapiere (Art. 965–1155 OR)
  - Vierunddreissigster Titel: Anleihensobligationen (Art. 1156–1186 OR)